# Изворово (Пловдивская область)
Изворово (болг. Изворово) — село в Болгарии. Находится в Пловдивской области, входит в общину Асеновград. Население составляет 10 человек.

## Политическая ситуация
Кмет (мэр) общины Асеновград — Христо Грудев Грудев (коалиция партий: Граждане за европейское развитие Болгарии (ГЕРБ), ВМРО — Болгарское национальное движение) по результатам выборов.